# Teller
Teller, nacido como Raymond Joseph Teller (Filadelfia, Pensilvania; 14 de febrero de 1948) es un ilusionista estadounidense, más conocido como el sujeto callado y pequeño del dúo Penn y Teller. Legalmente cambió su nombre a «Teller» y posee uno de los pocos pasaportes de los Estados Unidos publicados con un solo nombre.

## Biografía
Teller nació en Filadelfia, Pensilvania. Sus padres tenían ancestros judíos rusos y cubanos. Estudió en la Central High School y en el Amherst College, y enseñó latín en la Lawrence High School en Lawrenceville, Nueva Jersey. Empezó a realizar espectáculos de ilusiones con su amigo Weir Chrisemer en The Ottmar Scheckt Society for the Preservation of Weird and Disgusting Music. Conoció a Penn Jillette en 1975, y formaron un acto entre los tres, Penn, Teller y Weir Chrisemer, llamado Asparagus Valley Cultural Society, en San Francisco, California. En 1981 Chrisemer se separó del grupo y Penn y Teller siguieron trabajando juntos, formando el dúo Penn y Teller, que continúa hasta la actualidad.
Teller nunca habla al realizar sus actos, excepto en ciertas ocasiones, usualmente cuando la audiencia no está atenta. Su silencio característico se remonta a su juventud, cuando se ganaba la vida realizando actos de ilusionismo en fiestas de fraternidades universitarias. Se dio cuenta de que si se mantenía callado durante todo su acto, los espectadores dejaban de molestarlo y se concentraban más en lo que estaba haciendo.
Es un prestidigitador consumado y está considerado un experto en la historia de la magia. También es un pintor talentoso, además de ateo y escéptico científico.

## Libros escritos por Teller
- "When I'm Dead All This Will Be Yours!": Joe Teller -- A Portrait by His Kid (2000). ISBN 0-922233-22-5
- House of Mystery (2005). ISBN 0-9710405-4-0